# عليا المناعي
عليا المناعي-(علياء المناعي) (4 أبريل 1981-) ممثلة إماراتية ولدت في رأس الخيمة. كانت بدايتها في عام 2006. تألقت في اعمال درامية عدة ، ونالت في بداية مشوارها الفني جائزة أفضل ممثلة

## أعمالها الفنية

### المسلسلات التلفزيونية
- آخر المطاف 2017، من تأليف محمد خالد النشمي، وإخراج سائد بشير الهواري. وبمشاركة عبدالمحسن النمر، وفاطمة الحوسني.
- على قد الحال 2017، من تأليف جاسم الخراز، وإخراج عمر إبراهيم، وبمشاركة سعاد على، ومروان عبدالله

- صالح النية 2015[7][8] من إخراج مصطفى رشيد، وبمشاركة فاطمة الحوسني، وصوغة.
- لو إني أعرف خاتمتي 2015
- يا من هواه 2013[9][10] من تأليف عيسى الحمر، وإخراج أحمد بعقوب الملة، وبمشاركة شهد الياسين، وعبدالله عبدالعزيز.
- دنيا الألم 2012، من تأليف هود الهوتي، وإخراج حماد الزعبي، وبمشاركة عبدالله الجنيبي، ومحمد السيابي.
- أوراق الحب 2012 الجزء الثاني، من تأليف وائل نجم، وإخراج إياد الخزوز، وبمشاركة ميساء مغربي، وسعيد السعدي.
- ريح الشمال 2012 الجزء الثالث من تاليف جمال الصقر، وإخراج مصطفى رشيد، وبمشاركة شهد الياسين، وعبدالرحمن الملة.
- وديمة 2011. من تأليف فيصل جواد ، وإخراج شعلان الدباس ، وبمشاركة فاطمة الحوسني، وعبدالله مسعود
- نوح الحمام 2011[11] من تاليف عيسى الحمر، وإخراج مصطفى رشيد، وبمشاركة عبدالله مسعود، وأمل محمد.
- الغني والبخيل 2011، من تأليف عيسى الحمر، وإخراج محمود الدوايمة، وبمشاركة ريم الفيصل، ومروة راتب.
- ظلال الماضي 2011[12] من تأليف منذر رشراش، وإخراج يوسف علاري، وبمشاركة فاطمة حسن، وأسمهان توفيق.
- بنات شما 2010. من تاليف صالحة غابش، وإخراج فؤاد سليمان ، وبمشاركة سميرة أحمد ، وفاطمة الحوسني
- متعب القلب 2010
- طماشة 2010 الجزء الثاني
- أحلام سعيد، بمشاركة الفنانة القديرة سميرة أحمد.

### الأفلام السينمائية
- العم ناجي في الإمارات 2019، من تاليف وإخراج أحمد زين ، وبمشاركة محمد الكندي، وطارق المهيري.
- مسك 2019، من تأليف وإخراج حميد السويدي، وبمشاركة مناهل العوضي، وسهيل عبدالله.
- بني آدم 2013[13][14] من تأليف وإخراج مجيد عبدالرازق، وبمشاركة حسن يوسف، وآلاء شاكر.

## المسرحيات
- ليلك ضحي 2018، من إخراج غنام غنام ، وبمشاركة إبراهيم سالم ، وآلاء شاكر.
- "باب" ، وهي أولى مشاركاتها المسرحية.
- "الحواس الخمس" مسرحية للأطفال.

والمناعي عملت بالمجال الاعلامي ، فعملت في البداية في مركز الأخبار التابع لمؤسسة دبي للاعلام، التحقت بالعمل الإعلامي منذ 2013 عبر قناة الشارقة الفضائية ، وقدمت من خلالها برنامجين "النيشان" و" أماسي" ، والمناعي تشارك المذيعة ليلى المقبالي في تقديم احد  البرامج (صباح الخير يا بلدي) على قناة "سما دبي".

## الجوائز[6][15]
من بين الجوائز والتكريمات التي نالتها الفنانة هيا القايدي،نذكر
- جائزة أفضل ممثلة(دور ثان) في مهرجان الشباب 2010.عن مسرحية "باب" وهي تعد أولى مشاركاتها المسرحية.
- جائزة أفضل ممثلة "دور ثان" في مهرجان الإمارات لمسرح الطقل، بالشارقة (المركز الثاني) عن دورها في مسرحية "الحواس الخمس" للاطفال.